# Среднее значение функции
Среднее значение функции — некоторое число, заключённое между наименьшим и наибольшим её значениями. В дифференциальном и интегральном исчислении имеется ряд «теорем о среднем», устанавливающих существование таких точек, в которых функция или её производная получает то или иное среднее значение. Наиболее важной теоремой о среднем значении функции в дифференциальном исчислении является теорема Лагранжа (теорема о конечном приращении): если {\displaystyle f(x)} непрерывна на отрезке {\displaystyle [a,b]} и дифференцируема в интервале {\displaystyle (a,b)}, то существует точка {\displaystyle c}, принадлежащая интервалу {\displaystyle (a,b)}, такая, что {\displaystyle f(b)-f(a)=(b-a)f'(c)}. В интегральном исчислении наиболее важной теоремой о среднем значении является следующая: если {\displaystyle f(x)} непрерывна на отрезке {\displaystyle [a,b]}, а {\displaystyle \varphi (x)} сохраняет постоянный знак, то существует точка {\displaystyle c} из интервала {\displaystyle (a,b)} такая, что
{\displaystyle \int \limits _{a}^{b}f(x)\varphi (x)dx=f(c)\int \limits _{a}^{b}\varphi (x)dx.}
В частности, если {\displaystyle \varphi (x)=1}, то
{\displaystyle \int \limits _{a}^{b}f(x)dx=f(c)(b-a).}
Вследствие этого под средним значением функции {\displaystyle f(x)} на отрезке {\displaystyle [a,b]} обычно понимают величину
{\displaystyle {\overline {f}}={\frac {1}{b-a}}\int \limits _{a}^{b}f(x)dx.}
Аналогично определяется среднее значение функции нескольких переменных в некоторой области.